# Liste der Friedhöfe in Fulda
Diese Liste der Friedhöfe in Fulda beschreibt die bestehenden und ehemaligen Friedhöfe der Stadt Fulda.

## Geschichte der Fuldaer Friedhöfe
Die Stadt Fulda verfügt über 21 bestehende Friedhöfe, davon einem jüdischen. Eine Vielzahl von ehemaligen Friedhöfen werden heute als Grünanlagen genutzt.

## Liste der bestehenden Friedhöfe
| Bild | Name                     | Ortsteil/Lage                                      | Größe   | Grabzahl | Einweihung | Anmerkung                                    |
| ---- | ------------------------ | -------------------------------------------------- | ------- | -------- | ---------- | -------------------------------------------- |
|      | Friedhof Bernhards       | Bernhards Bernhardser Straße                       | 0,27 ha | 140      |            | 0                                            |
|      | Friedhof Bronnzell       | Bronnzell Am Engelbach                             | 1,12 ha | 580      |            | 0                                            |
|      | Friedhof Dietershan      | Dietershan Kleiner Grund 11                        | 0,35 ha | 160      |            | 0                                            |
|      | Friedhof Frauenberg      | unterhalb des Klosters Frauenberg Buttlarstraße 61 | 9,65 ha | 5700     | 1894       | ursprünglich von der Gemeinde Horas angelegt |
|      | Friedhof Gläserzell      | Gläserzell Friedhofstraße                          | 0,78 ha | 140      |            | 0                                            |
|      | Friedhof Haimbach        | Haimbach Uranusstraße                              | 0,53 ha | 360      |            | 0                                            |
|      | Friedhof Harmerz         | Harmerz Pionierstraße                              | 0,95 ha | 690      |            | 0                                            |
|      | Friedhof Horas           | Horas Am Kalvarienberg                             | 0,72 ha | 380      |            | 0                                            |
|      | Hauptfriedhof West       | Fulda-Galerie Ernst-Barlach-Straße                 | 10,4 ha | 380      | 2003       | mit muslimischem Friedhofsteil               |
|      | Friedhof Istergiesel     | Istergiesel Stiller Weg                            | 0,25 ha | 90       |            | 0                                            |
|      | Neuer jüdischer Friedhof | Heidelsteinstraße 26                               | 0,43 ha | 390      | 1904       | 0                                            |
|      | Friedhof Kämmerzell      | Kämmerzell Kämmerzeller Straße                     | 0,53 ha | 230      |            | 0                                            |
|      | Friedhof Kohlhaus        | Kohlhaus Kohlhäuser Straße                         | 0,39 ha | 330      |            | 0                                            |
|      | Friedhof Lehnerz         | Lehnerz Tilsiter Straße 10                         | 1,38 ha | 580      |            | 0                                            |
|      | Friedhof Lüdermünd       | Lüdermünd Hemmener Straße 10                       | 0,25 ha | 90       |            | 0                                            |
|      | Friedhof Maberzell       | Maberzell Am Bildstock                             | 0,58 ha | 300      |            | 0                                            |
|      | Friedhof Malkes          | Malkes Malkeser Straße                             | 0,74 ha | 50       |            | 0                                            |
|      | Friedhof Neuenberg       | Neuenberg Abt-Richard-Straße                       | 0,63 ha | 920      |            | 0                                            |
|      | Friedhof Oberrode        | Oberrode Hubertusring                              | 0,29 ha | 210      |            | 0                                            |
|      | Friedhof Sickels         | Sickels Fritz-Stamer-Straße                        | 0,30 ha | 150      |            | 0                                            |
|      | Friedhof Trätzhof        | Trätzhof Am Trätzberg                              | 0,18 ha | 140      |            | 0                                            |
|      | Zentralfriedhof          | Künzeller Straße 106                               | 13,7 ha | 11.300   |            | auch Sitz der Fuldaer Friedhofsverwaltung    |

## Liste der ehemaligen/geschlossenen Friedhöfe
| Bild | Name                                                       | Ortsteil/Lage                                      | Größe | Grabzahl | Einweihung                                      | Schließung              | Anmerkung |
| ---- | ---------------------------------------------------------- | -------------------------------------------------- | ----- | -------- | ----------------------------------------------- | ----------------------- | --- |
|      | Alter dompfarrlicher Friedhof, auch Eichsfelder Totenhof   | Alfred-Dregger-Allee / Eichsfeld                   |       |          | wohl seit Mittelalter, 1628 erstmals belegt     | 1894                    | Gedenkstein für die Opfer der Hexenverfolgungen, Schaugräber für „Historische Entwicklung der Grabstättenbepflanzung“                            |
|      | Alter jüdischer Friedhof                                   | Jerusalemplatz Ecke Rabanusstraße / Sturmiusstraße |       |          | erstmals Ende des 16. Jahrhunderts erwähnt      | 1907                    | 1938–1940 eingeebnet, Gebeine wurden dabei auf den Neuen jüdischen Friedhof überführt                                                            |
|      | Alter städtischer Friedhof                                 | Goethestraße / Franzosenwäldchen                   |       |          | 1531                                            | im 20. Jhrh. profaniert | nach der Völkerschlacht an Typhus gestorbene franz. Soldaten wurden 1813 außerhalb der Friedhofsmauer beerdigt, daher der Name Franzosenwäldchen |
|      | Mittlerer städtischer Friedhof, heute Ferdinand-Braun-Park | Künzeller Straße / Friedensstraße                  |       |          | 1877                                            | 1931                    | |
|      | ehem. Friedhof des Klosters Fulda                          | im Umfeld der Michaelskirche                       |       |          | Bau der Michaelskirche als Totenkapelle 820-822 |                         | der Umgang der Krypta wurde als Beinhaus genutzt                                                                                                 |